# Bishopstone (Buckinghamshire)
Bishopstone – przysiółek w Anglii, w Buckinghamshire. Leży 3,9 km od miasta Aylesbury, 26 km od miasta Buckingham i 59,9 km od Londynu. W latach 1870–1872 miejscowość liczyła 274 mieszkańców.